# Pálffy-Gärten

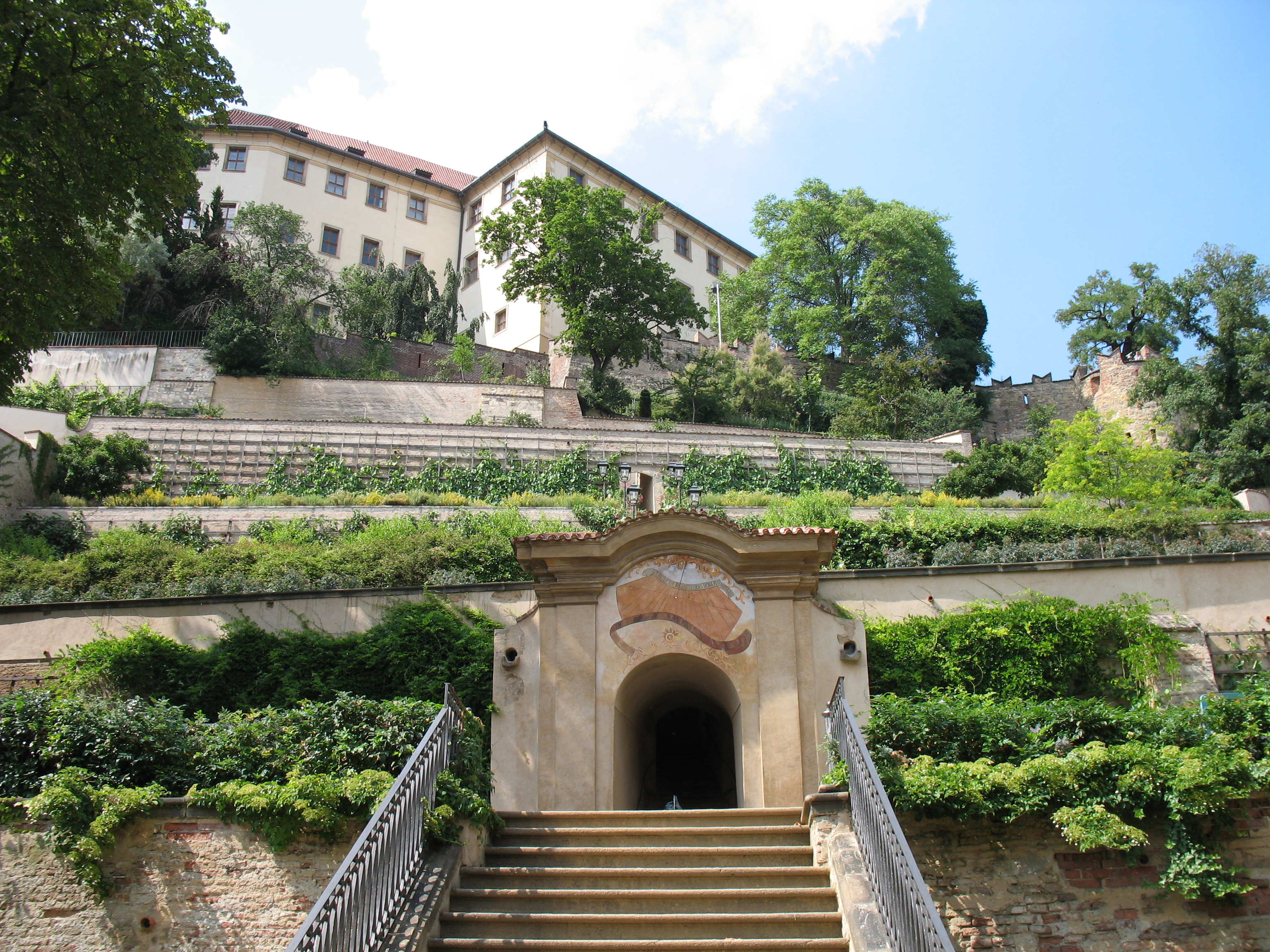
Großer Pálffy-Garten, Portal der Tunneltreppe mit der Sonnenuhr.

Die Pálffy-Gärten, bestehend aus dem Großen Pálffy-Garten (tschechisch Velká Pálffyovská zahrada) und dem Kleinen Pálffy-Garten (Malá Pálffyovská zahrada), sind barocke Terrassengärten am steilen Südhang unterhalb der Prager Burg. Sie gehören zu den miteinander verbundenen Palastgärten und liegen hinter dem Pálffy-Palais im Stadtteil Kleinseite. Sie sind nach Graf Eduard Pálffy von Erdőd benannt, der im Jahr 1881 das Palais und die angrenzenden Gärten erwarb. Der Große Pálffy-Garten hat einen repräsentativen Charakter, der Kleine Pálffy-Garten ist als Nutzgarten angelegt und mit Obstbäumen bepflanzt.
Beide Gärten sind zusammen mit dem Pálffy-Palais als Kulturdenkmal der Tschechischen Republik geschützt.

## Geschichte

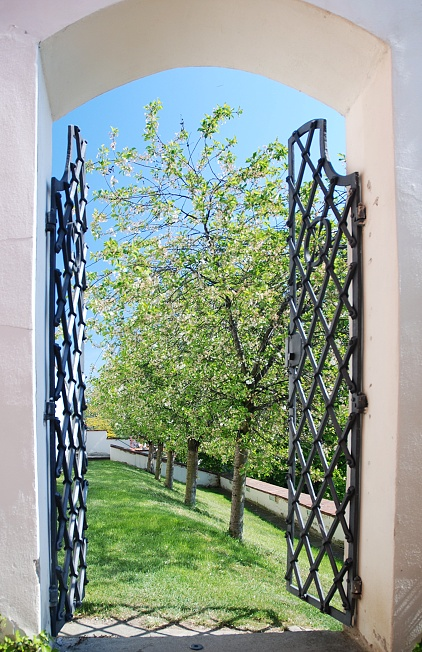
Blick in den Kleinen Pálffy-Garten

Die Terrassengärten über dem heutigen Pálffy-Palais ließ Johann Josef von Waldstein in den Jahren 1712–1720 anstelle eines italienischen Renaissance-Gartens anlegen, zu gleicher Zeit ließ er auch zwei ältere Bürgerhäuser vereinen und zum Palais umbauen. Der Umbau geschah nach Plänen des Architekten Franz Maximilian Kaňka. Die heutige Gestalt der Gärten geht auf Maria Anna von Fürstenberg zurück. Nachdem die Fürstenberg das Palais und die Gärten im Jahr 1731 erwarben, veranlasste sie 1751 die Umgestaltung der Terrassengärten im Barockstil. Nachdem 1881 Graf Eduard Pálffy von Erdőd das Anwesen erwarb, tragen das Palais und die Gärten seinen Namen.
Im 20. Jahrhundert verfielen die Gärten und mussten 1977 wegen ihres baufälligen Zustandes geschlossen werden. Nach der Samtenen Revolution wurden sie in den 1990er Jahren zusammen mit den anderen Palastgärten grundlegend saniert. Der kleine Pálffy-Garten wurde dann am 14. Juni 1995 und der Große Pálffy-Garten am 9. September 1997 feierlich wiedereröffnet. Eine erneute Sanierung erfolgte in den Jahren 2017–2021.
Auf der obersten Terrasse, am ehemaligen Durchgang zur Prager Burg, ist eine Gedenktafel angebracht, die an die Sanierung der Palastgärten in den 1990er Jahren erinnert. Sie geschah unter der Schirmherrschaft des damaligen Präsidenten Václav Havel und Prinz Charles und wurde von der Stiftung Prague Heritage Fund gefördert.

## Kleiner Pálffy-Garten
Über dem ehemaligen Wirtschaftsflügel des Palais erhebt sich der Kleine Pálffy-Garten mit einer Fläche von 0,07 ha. Seine sieben Terrassenebenen sind durch Treppen verbunden. Die niedrigste und die höchste Terrasse sind mit den beiden benachbarten Gärten – dem Ledebur-Garten und dem Großen Pálffy-Garten – verbunden. Die Terrassen sind mit Birnen-, Apfel- und Kirschbäumen bepflanzt. An der oberen Stützmauer ranken Weinreben. Hinter der obersten Treppe befindet sich ein kleiner Garten mit Heilpflanzen.

## Großer Pálffy-Garten

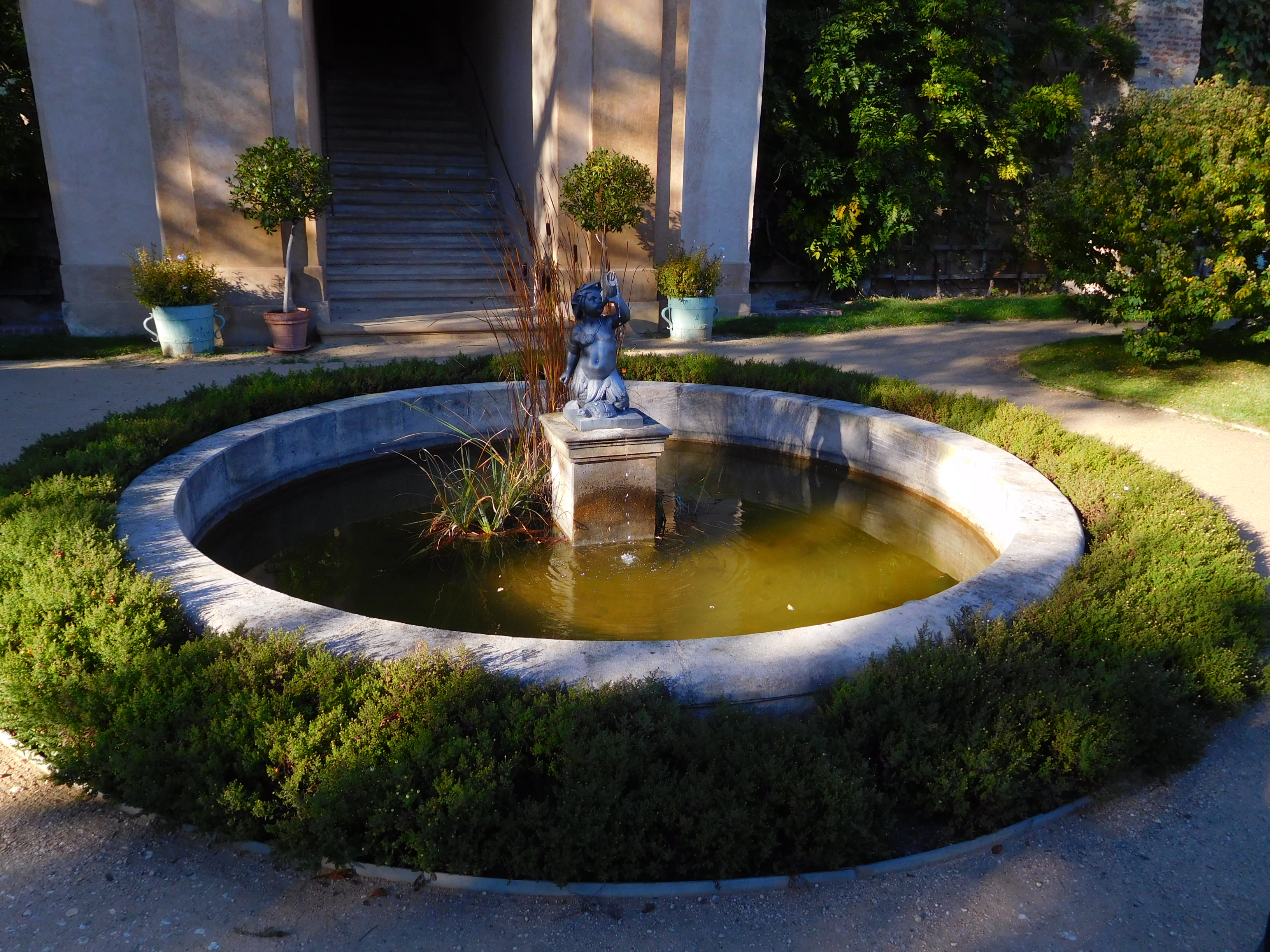
Triton-Springbrunnen

Der Große Pálffy-Garten ist der zweitgrößte Palastgarten. Es umfasst eine Fläche von 0,2 ha und liegt auf einer Höhe von 195 m bis 225 m. Er erstreckt sich über acht Terrassenebenen, die mit einer zentralen und teilweise in Tunnels verlaufenden barocken Treppe miteinander verbunden sind. Auf den massiven Stützmauern der Terrassen sind große Spaliere für Kletterpflanzen befestigt.
Auf der zweiten Terrasse steht das Portal einer barocken Tunneltreppe, das mit einer Sonnenuhr geschmückt ist. Darunter steht die lateinische Inschrift: „Claret in orbe dies, ac teatras, hora pete umbras“ (frei übersetzt: Klarer Tag in der Welt soll finstere Schatten vertreiben). Die als römische Ziffern gelesenen roten Buchstaben der Inschrift ergeben das Jahr 1751. 
Vor dem Portal befindet sich ein kleiner Springbrunnen mit einer Skulptur von Triton, die hier Ende des 19. Jahrhunderts aufgestellt wurde.